# 지승현 (핸드볼 선수)
지승현(池承炫, 1979년 1월 7일 ~ )은 대한민국의 은퇴한 핸드볼 선수이며, 현역 시절 포지션은 라이트백이다. 두산 핸드볼 소속으로 활동하였으며, 현재는 심판으로 활동하고 있다.

## 경력
- 2004년 하계 올림픽 남자 핸드볼 국가대표